# Bernardino Carlos Guillermo Honorato Echeverría Ruiz
Bernardino Echeverría Ruiz (nascido em 12 de novembro de 1912 em Cotacachi , Imbabura, Equador e falecido em 6 de abril de 2000 em Quito no Equador ) foi um cardeal católico romano .
Ingressou na Ordem dos Frades Menores em 1928 e foi ordenado em 1937. Frequentou a Pontifícia Universidade Gregoriana e formou-se bacharel em Filosofia em 1941. Após a formatura, retornou ao Equador e desempenhou diversas funções para a ordem franciscana, fundou uma revista religiosa e estabeleceu casas para cuidar dos pobres.
Foi membro da Academia Internacional de História Franciscana e foi nomeado Cardeal pelo Papa João Paulo II em 1994.
Ele era um membro do Movimento Sacerdotal Mariano e forneceu seu imprimatur para o livro do Padre Stefano Gobbi: Aos Sacerdotes, Amados Filhos de Nossa Senhora.